# The Resistance
A The Resistance a Muse angol rockegyüttes ötödik, 2009. szeptember 11-én megjelent nagylemeze.

## Dallista
1. Uprising (5:03)
2. Resistance (5:46)
3. Undisclosed Desires (3:56)
4. United States of Eurasia (+Collateral Damage) (5:47)
5. Guiding Light (4:13)
6. Unnatural Selection (6:54)
7. MK Ultra (4:06)
8. I Belong to You (+Mon Cœur S'ouvre a ta Voix) (5:38)
9. Exogenesis: Symphony Part 1. (Overture) (4:18)
10. Exogenesis: Symphony Part 2. (Cross-Pollination) (3:56)
11. Exogenesis: Symphony Part 3. (Redemption) (4:37)

## Fordítás
- Ez a szócikk részben vagy egészben  a   The Resistance (album) című angol Wikipédia-szócikk ezen változatának fordításán alapul.  Az eredeti cikk szerkesztőit annak laptörténete sorolja fel. Ez a jelzés csupán a megfogalmazás eredetét és a szerzői jogokat jelzi, nem szolgál a cikkben szereplő információk forrásmegjelöléseként.